# Parbayse
Parbayse is een gemeente in het Franse departement Pyrénées-Atlantiques (regio Nouvelle-Aquitaine) en telt 243 inwoners (1999). De plaats maakte tot 2016 deel uit van het arrondissement Oloron-Sainte-Marie. Per 1 januari 2017 werd zij overgeheveld naar het arrondissement Pau.

## Geografie
De oppervlakte van Parbayse bedraagt 6,4 km², de bevolkingsdichtheid is 38,0 inwoners per km².
De onderstaande kaart toont de ligging van Parbayse met de belangrijkste infrastructuur en aangrenzende gemeenten.

## Demografie
Onderstaande figuur toont het verloop van het inwonertal (bron: INSEE-tellingen).